# 山下真理

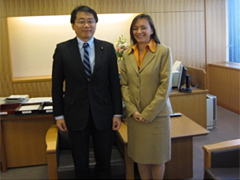
山花郁夫（左）を表敬訪問する山下真理（右）。2010年10月。

山下 真理（やました まり、1965年 - ）は、日本の国連職員。東京都出身。2020年（令和2年）から国際連合事務総長代表兼コソボ暫定行政ミッション（UNMIK）ベオグラード事務所長。

## 人物・経歴
東京都出身。日本人外交官の父と、フィンランド人の母の間に生まれる。2歳半で父の赴任先のドイツ・ハンブルクに移り住み、小学2年生まで暮らす。残りの小学校4年間は日本、中学1〜2年は再びドイツ、中学3年はインドで暮らす。修学旅行先でどこから来たのかと聞かれることがあり、日本人であることを強く意識するようになる。ムンバイでドイツ語を続けるために現地のドイツ語学校に入り、高校1年生の時に国連での勤務を志望。日本の大学への進学を目指して日本に帰国する。高校2年生で東京学芸大学附属高等学校大泉校舎に転校し、同校を卒業。
上智大学時代には、国連難民高等弁務官等を歴任した緒方貞子の講義を受講。また、同教授が顧問を務めていた「模擬国連」に所属し、活動の一環として模擬国連会議全米大会に参加。このことで国連職員を目指すようになる。ゼミでは、猪口邦子に指導を受けた。1988年（昭和63年）、上智大学法学部国際関係法学科卒業。1990年（昭和61年）、米国フレッチャー・スクール修士課程修了。同年、新卒では珍しく国連競争試験に合格し、国連事務総長の情報収集調査室の政務官補佐として国連に加わる。その後、政務局選挙支援部、アルメニア共和国で国連側調査官、クロアチアPKOで国連次席選挙事務官、国連ネパール・ミッションで政務室長等を歴任。
2010年（平成22年）国際連合広報センター東京事務所長に就任。
2012年（平成24年）国連本部政治局アジア太平洋州部長に就任。
2015年（平成27年）国際連合平和構築支援事業所（PBSO）次長に就任。
2020年（令和2年）国連事務総長代表兼コソボ暫定行政ミッション（UNMIK）ベオグラード事務所長に就任。